# Cavadineşti
Cavadineşti é uma comuna romena localizada no distrito de Galaţi, na região de Moldávia. A comuna possui uma área de 110.86 km² e sua população era de 3131 habitantes segundo o censo de 2007.